# Mecynotarsus feminus
Mecynotarsus feminus là một loài bọ cánh cứng trong họ Anthicidae. Loài này được Buck miêu tả khoa học năm 1966.